# 辻村哲夫
辻村 哲夫（つじむら てつお、1944年2月3日 - ）は、日本の元文部官僚。文部科学省初等中等教育局長、東京国立近代美術館館長、独立行政法人国立美術館理事長、近大姫路大学教育学部長を歴任した。

## 人物
愛知県出身。1967年名古屋大学教育学部卒業。同年文部省入省。初等中等教育局中学校課長、高等学校課長、官房総務課長、初等中等局審議官、総務審議官、初等中等教育局長等を歴任。

## 略歴
- 1967年 - 名古屋大学教育学部卒業
- 1967年 - 文部省入省
- 1996年 - 初等中等教育局長
- 1999年 - 東京国立近代美術館館長
- 2001年 - 独立行政法人国立美術館理事長
- 2005年 - 京都国立近代美術館館長
- 現在 - 公益財団法人学習情報研究センター理事長、公益財団法人日本学生野球協会審査室長

## 栄典
- 2014年4月 - 瑞宝中綬章受章[2]